# Bordeluri militare germane din Al Doilea Război Mondial

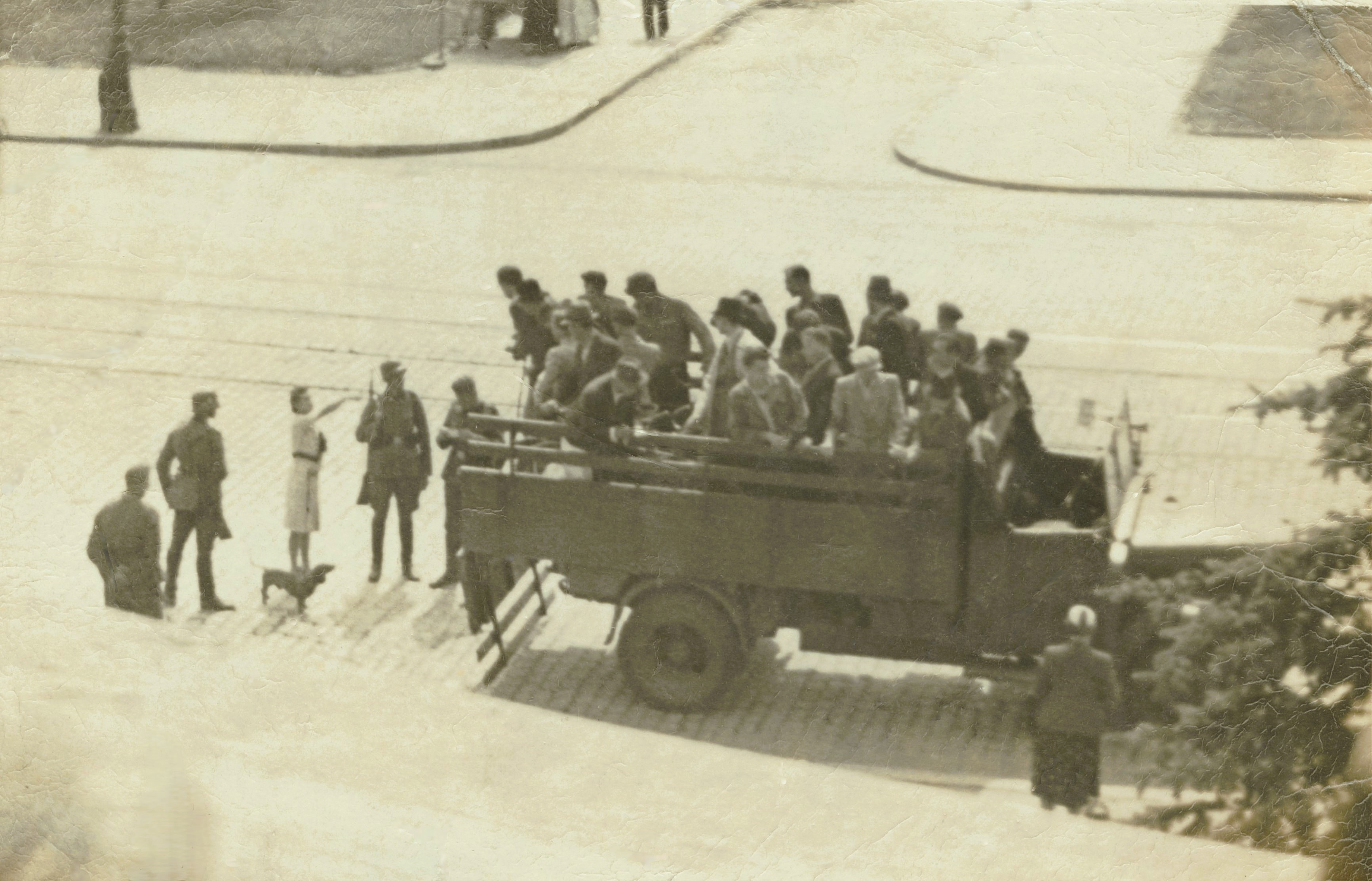
Raid de răpire în districtul Żoliborz din Varșovia. Femeile tinere selectate au fost mai târziu forțate să meargă în bordelurile militare

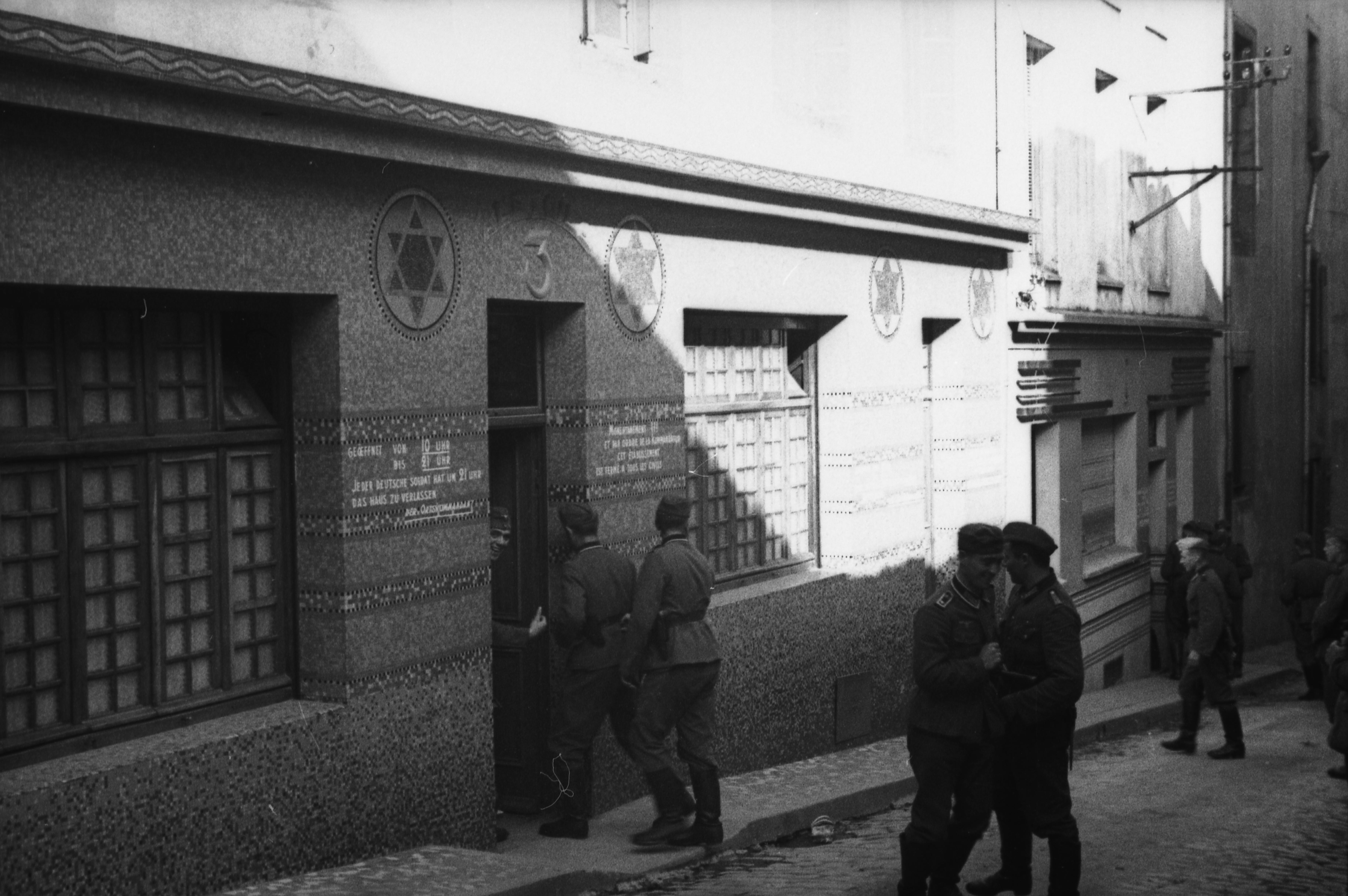
Soldați germani care intră într-un Soldatenbordell în Brest, Franța (1940). Clădirea este o fostă sinagogă

Bordelurile militare germane au fost făcute de Germania nazistă în timpul celui de-al Doilea Război Mondial în mare parte din Europa ocupată pentru a fi utilizate de Wehrmacht și soldații SS. Aceste bordeluri au fost, în general, creații noi, dar în Occident au fost uneori înființate cu ajutorul bordelurilor existente. Până în 1942, erau în jur de 500 de bordeluri militare de acest tip în Europa ocupată de naziști. De multe ori funcționau în hoteluri confiscate și păzite de Wehrmacht, aceste facilități erau folosite pentru a servi soldați care călătoresc și a celor care se retrag de pe front, conform unui autor evreu.
Se estimează că, împreună cu cele din bordelurile tabără de concentrare, cel puțin 34.140 de femei europene au fost obligate să servească drept prostituate în timpul ocupației germane. În multe cazuri, din Europa de Est, femeile implicate au fost răpite de pe străzile orașelor ocupate în timpul raziilor armatei și poliției germane, în conformitate cu un alt autor evreu.